# Siemens-Schuckert E.I
Siemens-Schuckert E.I – niemiecki jednopłatowy jednoosobowy samolot myśliwski z I wojny światowej, zaprojektowany i zbudowany w wytwórni Siemens-Schuckertwerke GmbH. Wyprodukowana w małej serii maszyna trafiła do jednostek bojowych Luftstreitkräfte w 1916 roku, jednak wobec pojawienia się nowocześniejszych alianckich myśliwców została wycofana z frontu.

## Historia
Siemens-Schuckert E.I został zaprojektowany w 1915 roku wytwórni Siemens-Schuckertwerke GmbH przez Franza Steffena. Jednopłatowy jednoosobowy samolot myśliwski klasy E – pierwszy myśliwiec w historii fabryki – bazował na podobnych konstrukcjach Fokkera i Pfalza. Prototyp, ukończony w październiku 1915 roku, miał konwencjonalną drewnianą konstrukcję wzmocnioną naciągami z drutu, ze skrzydłami ze szkieletem wykonanym z rur stalowych pokrytych płótnem bez lotek (sterowanie poziome odbywało się poprzez skręcanie płata) i kadłubem pokrytym sklejką. Do napędu płatowca użyto nowatorskiego, birotacyjnego silnika gwiazdowego Siemens-Halske Sh.I, w którym wał korbowy wraz ze śmigłem wirowały w przeciwnym kierunku niż cylindry. Prototyp wyposażony był w spiczasty kołpak, który nie występował w samolotach seryjnych.
Badania w locie myśliwca zostały ukończone pomyślnie 17 marca 1916 roku, po czym Idflieg złożyło zamówienie na 20 egzemplarzy seryjnych. Samoloty zostały wyprodukowane w zakładach Pflaza w Norymberdze, otrzymując numery ewidencyjne od 550/15 do 569/15. Uzbrojenie maszyn seryjnych stanowił pojedynczy, stały zsynchronizowany karabin maszynowy LMG 08/15 kalibru 7,92 mm.

## Użycie
Myśliwce Siemens-Schuckert E.I weszły do służby w Luftstreitkräfte w sierpniu 1916 roku. Maszyna o numerze 552/15 posłużyła do prób statycznych przeprowadzonych na lotnisku Johannisthal, kilka egzemplarzy trafiło do Riesenflugzeugabteilung 500 i 501, kilka do armijnych parków lotniczych, a większość zasiliła szkoły lotnicze (egzemplarze o numerach 561, 562 i 565–569/15 zostały skanibalizowane na części zamienne). Według stanu na 31 października 1916 roku w służbie bojowej na froncie zachodnim znajdowało się zaledwie pięć egzemplarzy E.I. Spowodowane to było pojawieniem się na froncie znacznie nowocześniejszych alianckich myśliwców Nieuport 11 i Airco DH.2.

## Opis konstrukcji i dane techniczne

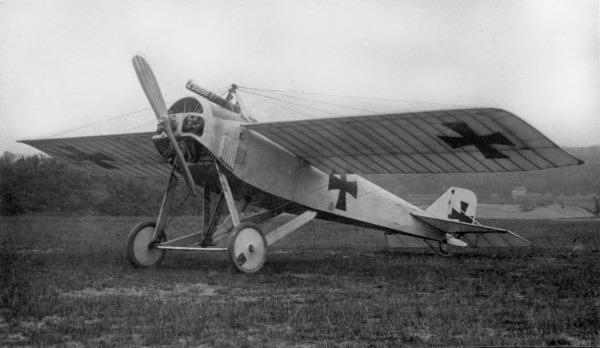
Seryjny myśliwiec Siemens-Schuckert E.I

Siemens-Schuckert E.I był jednosilnikowym, jednoosobowym jednopłatem myśliwskim. Długość samolotu wynosiła 7,1 metra, a jego wysokość 2,8 metra. Rozpiętość skrzydeł wynosiła 10 metrów, a powierzchnia nośna 16 m². Masa własna wynosiła 473 kg, zaś masa całkowita (startowa) 673 kg.
Napęd stanowił chłodzony powietrzem 9-cylindrowy birotacyjny silnik gwiazdowy Siemens-Halske Sh.I o mocy 75 kW (100 KM). Prędkość maksymalna wynosiła 140 km/h na poziomie morza. Długotrwałość lotu wynosiła 1,5 godziny, a zasięg 210 km.
Myśliwiec uzbrojony był w pojedynczy stały zsynchronizowany karabin maszynowy LMG 08/15 kalibru 7,92 mm, umieszczony na grzbiecie kadłuba.